# Krzyżowa (Bolesławiec, Baja Silesia)
Krzyżowa (alemán: Lichtenwaldau) es una localidad del distrito de Bolesławiec, en el voivodato de Baja Silesia (Polonia). Se encuentra en el suroeste del país, dentro del término municipal de Gromadka, a unos 8 km al suroeste de la localidad homónima y sede del gobierno municipal, a unos 10 al nordeste de Bolesławiec, la capital del distrito, y a unos 98 al oeste de Breslavia, la capital del voivodato. En 2011, según el censo realizado por la Oficina Central de Estadística polaca, su población era de 567 habitantes. Krzyżowa perteneció a Alemania hasta 1945.